# Фільмографія Бруно Кремера
Фільмографія французького актора Бруно Кремера. За час своєї кінокар'єри актор знявся у понад 120-ти кіно- телефільмах та серіалах.

## Кіно
| Рік  | Українська назва                     | Оригінальна назва                       | Роль                                                 |
| ---- | ------------------------------------ | --------------------------------------- | ---------------------------------------------------- |
| 1953 | Довгі зуби                           | Les dents longues                       | Людина, що виходить з коробки (в титрах не вказаний) |
| 1957 | Коли втручається жінка               | Quand la femme s’en mele                | Бернар                                               |
| 1961 | Помирати від кохання                 | Mourir d'amour                          | інспектор Теренс                                     |
| 1962 | Усе за усе                           | Le tout pour le tout                    | медик                                                |
| 1965 | 317-й взвод                          | La 317ème section                       | ад'ютант Віллдорф                                    |
| 1965 | Казкові пригоди Марко Поло           | Le Meravigliose Avventure di Marco Polo | Гійом де Триполі, лицар тамплієрів                   |
| 1966 | Мета: 500 мільйонів                  | Objectif: 500 millions                  | Капітан Жан Рейшо                                    |
| 1966 | Чи горить Париж?                     | Paris brûle-t-il?                       | Полковник Роль-Тангі                                 |
| 1967 | Одна людина зайва                    | Un homme de trop                        | Казаль                                               |
| 1967 | Сторонній                            | Lo straniero                            | священик                                             |
| 1967 | Якби я був шпигуном                  | Si j’etais un espion                    | Матра                                                |
| 1968 | Зґвалтування                         | Le Viol                                 | Валькроз                                             |
| 1968 | Кілер для його величності            | Un killer per sua maestà                | Оскар Шелл                                           |
| 1968 | Блакитні «Голуази»                   | Les gauloises bleues                    | батько                                               |
| 1968 | Банда Бонно                          | La bande à Bonnot                       | Жуль Бонно                                           |
| 1969 | Зупинися у падінні                   | Cran d’arret                            | Герцог Ламберті / Лукас Ламберті                     |
| 1969 | Прощавай, Барбаро                    | Bye bye, Barbara                        | Уго Мікеллі                                          |
| 1969 | Час помирати                         | Le temps de mourir                      | Макс Топфер                                          |
| 1970 | Для посмішки                         | Pour un sourire                         | Міді                                                 |
| 1971 | Бірібі                               | Biribi                                  | капітан                                              |
| 1972 | Викрадення у Парижі                  | L'attentat                              | Бордьє                                               |
| 1973 | Без попередження                     | Sans sommation                          | Екс-сержант Донетті                                  |
| 1973 | Коханець Великої Ведмедиці           | L’amante dell’Orsa Maggiore             | Саска                                                |
| 1974 | Захисник                             | Le Protecteur                           | Бордьє                                               |
| 1974 | Підозрювані                          | Suspects                                | комісар Бонетті                                      |
| 1975 | Спеціальний відділ                   | Section spéciale                        | Сампекс                                              |
| 1975 | Плоть орхідеї                        | La chair de l’orchidee                  | Луї Делажу                                           |
| 1975 | Добрі та злі                         | Les bons et les mechants                | Бруно                                                |
| 1976 | Приватний детектив                   | L'alpaguer                              | Яструб                                               |
| 1977 | Чаклун                               | Sorcerer                                | Віктор Маззон — «Серрано»                            |
| 1977 | Краб-барабанщик                      | Le Crabe-tambour                        | ад'ютант Віллсдорфа (в титрах не зазначений)         |
| 1978 | У кожного свій шанс                  | Une histoire simple                     | Жорж                                                 |
| 1978 | Загибель мадам Леман                 | L'ordre et la securite du monde         | Лукас Ріхтер                                         |
| 1978 | Стирається все                       | On Efface Tout!                         | Клод Райсман                                         |
| 1979 | Навіть у дівчат буває смутна совість | Meme les momes ont du vague a l'ame     | Мортон                                               |
| 1979 | Легіон висаджується в Колвезі        | La légion saute sur Kolwezi             | П'єр Дельбар                                         |
| 1980 | Чорна мантія для вбивці              | Une Robe noir pour un tueur             | Ален Рів'єр                                          |
| 1980 | Антрацит                             | Anthracite                              | префект                                              |
| 1981 | Шпигун, встань                       | Espion leve-toi                         | Рішар                                                |
| 1981 | Еммі                                 | Aimee                                   | Карл Фрейє                                           |
| 1981 | Блоха і приватна власність           | La puce et le prive                     | Валентин «Вал» Броссе                                |
| 1982 | Жозефа                               | Josepha                                 | Режис Дюшемен                                        |
| 1982 | Злом                                 | Effraction                              | П'єр                                                 |
| 1983 | Жорстока гра                         | Un Jeu Brutal                           | Крістіан Тесьє                                       |
| 1983 | Ціна ризику                          | Le Prix du danger                       | Антуан Шіре                                          |
| 1984 | Матрос 512                           | Le Matelot 512                          | Командир                                             |
| 1984 | Фанні Пелопайя                       | Pelopaja                                | Андрес Гальєго                                       |
| 1985 | Перебіжчик                           | Le Transfuge                            | Бернар Корайн                                        |
| 1985 | Дерборанс                            | Derborence                              | Серафін                                              |
| 1986 | Лукавий                              | Falsch                                  | Джо                                                  |
| 1987 | До побачення, я тебе люблю           | Adieu, Je T’aime                        | Обер                                                 |
| 1988 | Звук і лють                          | De Bruit et de Fureur                   | Марсель                                              |
| 1989 | Біле весілля                         | Noce blanche                            | Франсуа                                              |
| 1989 | Священний союз                       | L’union sacree                          | Жулін                                                |
| 1989 | Метушня                              | Tumultes                                | батько                                               |
| 1990 | Акт болі                             | Atto Di Dolore                          | Армандо                                              |
| 1990 | Гроші                                | Money                                   | Марк Лаватер                                         |
| 1992 | Рай для вампірів                     | Un vampire au paradis                   | Антуан Бельфон                                       |
| 1993 | Нічне таксі                          | Taxi de Nuit                            | Сільвер, таксист                                     |
| 2000 | Під піском                           | Sous le sable                           | Жан Дрійон                                           |
| 2001 | Мій батько, що врятував мені життя   | Mon père, il m'a sauvé la vie           | Джо                                                  |
| 2003 | Там, високо за хмарами, живе король  | Là-haut, un roi au-dessus des nuages    | полковник                                            |

## Телебачення
| Рік  | Українська назва                                    | Оригінальна назва                                            | Роль                     |
| ---- | --------------------------------------------------- | ------------------------------------------------------------ | ------------------------ |
| 1979 | Ця людина                                           | Cet homme-la                                                 | Джозеф Pélieu            |
| 1979 | Східний експрес (серія «Елен»)                      | Orient — express «Helene»                                    | Міхаіл                   |
| 1980 | Сторінка кохання                                    | Une page d’amour                                             | доктор Генрі Деберль     |
| 1980 | Облава                                              | La traque                                                    | комісар Шену             |
| 1982 | Це було прекрасне літо                              | Ce fut un bel ete                                            | Пітер О'Коннор-Шелендорф |
| 1982 | Зимова пригода                                      | Fait d’hiver                                                 | комісар Мілле            |
| 1985 | Донатьєн-Франсуа, маркіз де Сад                     | Donatien-François, marquis de Sade                           | маркіз де Сад            |
| 1985 | Біла таємниця                                       | L’enigme blanche                                             | Поль                     |
| 1985 | Погляд у дзеркалі                                   | Le regard dans le miroir                                     |                          |
| 1986 | Острів                                              | L’Ile                                                        |                          |
| 1988 | Листи з Сальвадора                                  | Lettera dal Salvador                                         | Марк                     |
| 1988 | Спрут — 4                                           | La piovra — 4                                                | Антоніо Еспіноса         |
| 1988 | Медицина для людей (серія «Біафра: Народження»)     | Medecins des hommes («Biafra: La naissance»)                 | Марк                     |
| 1988 | Холодний піт (серія «Погляд в ночі»)                | Sueurs froides («Les yeux de la nuit»)                       | Шарль, чоловік           |
| 1989 | Досьє інспектора Лавардена (серія «Диявол у місті») | Les dossiers de l’inspecteur Lavardin («Le diable en ville») | Жак Пінкемаль            |
| 1989 | Бар Танго                                           | Tango bar                                                    | Роберт Зіані             |
| 1989 | Літо революції                                      | L’ete de la revolution                                       | Луї XVI                  |
| 1989 | У шовку                                             | Ceux de la soie                                              | Франк Sarnave            |
| 1990 | Після коми                                          | Coma depasse                                                 | Ів Толенадо              |
| 1990 | Спрут — 5: Суть проблеми                            | La piovra — 5: Il cuore del problema                         | Антоніо Еспіноса         |
| 1992 | Спрут — 6: Останній секрет                          | La piovra — 6: L’ultimo segreto                              | Антоніо Еспіноса         |

### У серіалі «Мегре» (1991-2005)
Бруно Кремер у ролі комісара Мегре.
| Рік  | Українська назва                        | Оригінальна назва                      | Режисер                              |
| ---- | --------------------------------------- | -------------------------------------- | ------------------------------------ |
| 1991 | Мегре та здоровило                      | Maigret et la grande perche            | Клод Горетта                         |
| 1992 | Мегре та нічні радощі                   | Maigret et les plaisirs de la nuit     | Хосе Пінейро                         |
| 1992 | Мегре та будинок судді                  | Maigret et la maison du juge           | Бертран Ван Еффентерре               |
| 1992 | Мегре у фламандців                      | Maigret chez les flamands              | Серж Леруа                           |
| 1992 | Мегре та ніч на перехресті              | Maigret et la nuit du carrefour        | Ален Тасма та Бертран Ван Еффентерре |
| 1993 | Мегре у підвалах «Маджестик»            | Maigret et les caves du Majestic       | Клод Горетта                         |
| 1993 | Мегре та норовливі свідки               | Maigret et les temoins recalcitrants   | Мішель Сібра                         |
| 1993 | Мегре та людина на лавці                | Maigret et l’homme du banc             | Етьєн Пер'є                          |
| 1993 | Мегре захищається                       | Maigret se defend                      | Анджей Костенко                      |
| 1994 | Терпіння Мегре                          | La patience de Maigret                 | Анджей Костенко                      |
| 1994 | Мегре та примара                        | Maigret et le fantome                  | Ханну Кахакорпі                      |
| 1994 | Мегре та шлюз № 1                       | Maigret et l’ecluse no. 1              | Олів'є Шацький                       |
| 1994 | Мегре обманює себе                      | Maigret se trompe                      | Джойс Бунюель                        |
| 1994 | Мегре: Сесіль мертва                    | Maigret: Cecile est morte              | Дені де ла Пательєр                  |
| 1994 | Мегре та стара пані                     | Maigret et la vieille dame             | Давид Дельріє                        |
| 1995 | Мегре та полум'я свічки на вітрі        | Maigret et la vente a la bougie        | П'єр Граньє-Дефер                    |
| 1995 | Мегре у відпустці                       | Les vacances de Maigret                | П'єр Жоассен                         |
| 1995 | Мегре та справа Сен-Фіакр               | Maigret et l’affaire Saint — Fiacre    | Дені де ла Пательєр                  |
| 1996 | Мегре та порт туманів                   | Maigret et le port des brumes          | Шарль Немес                          |
| 1996 | Мегре та голова людини                  | Maigret et la tete d’un homme          | Джурай Герц                          |
| 1996 | Мегре у Фінляндії                       | Maigret en Finlande                    | Пекка Паріка                         |
| 1996 | Мегре у страху                          | Maigret a peur                         | Клод Горетта та Крістіан Каршер      |
| 1996 | Мегре розставляє тенета                 | Maigret tend un piege                  | Джурай Герц                          |
| 1997 | Мегре та тіло без голови                | Maigret et le corps sans tete          | Серж Леруа                           |
| 1997 | Мегре та «Ліберті Бар»                  | Maigret et le Liberty Bar              | Мішель Фавар                         |
| 1997 | Мегре та неймовірний пан Оуен           | Maigret et l’improbable monsieur Owen  | П'єр Коралнік                        |
| 1997 | Мегре та хлопчик з церковного хору      | Maigret et l’enfant de choeur          | П'єр Граньє-Дефер                    |
| 1998 | Мегре та інспектор Кадавр               | Maigret et l’inspecteur Cadavre        | П'єр Жоассен                         |
| 1999 | Мегре: Мадам Кватре та її діти          | Madame Quatre et ses enfants           | Філіп Беренже                        |
| 1999 | Мегре: Вбивство в городі                | Meurtre dans un jardin potager         | Едвін Бейлі                          |
| 1999 | Мегре: Вбивство у першому класі         | Un meurtre de premiere classe          | Крістіан Де Шалонж                   |
| 2001 | Мегре та пожирач діамантів              | Maigret et la croqueuse de diamants    | Андре Шанделе                        |
| 2001 | Мій друг Мегре                          | Mon ami Maigret                        | Бруно Гантільйон                     |
| 2001 | Мегре у міністра                        | Maigret chez le ministre               | Крістіан Де Шалонж                   |
| 2001 | Мегре та відкрите вікно                 | Maigret et la fenetre ouverte          | П'єр Граньє-Дефер                    |
| 2002 | Мегре та продавець вина                 | Maigret et le marchand de vin          | Крістіан Де Шалонж                   |
| 2002 | Мегре та божевільна зі Святої Клотильди | Maigret et le fou de Sainte Clotilde   | Клаудіо Тонетті                      |
| 2002 | Мегре та будинок Феліції                | Maigret et la maison de Felicie        | Крістіан Де Шалонж                   |
| 2002 | Мегре вчиться                           | Maigret a l’ecole                      | Ів Де Шал                            |
| 2003 | Мегре та принцеса                       | Maigret et la princesse                | Лорен Гейнеманн                      |
| 2003 | Неудача Мегре                           | Un echec de Maigret                    | Жак Фанстен                          |
| 2003 | Знак Пікпюс                             | Signe Picpus                           | Жак Фанстен                          |
| 2003 | Друг дитинства Мегре                    | L’ami d’enfance de Maigret             | Лорен Гейнеманн                      |
| 2004 | Скрупульозність Мегре                   | Les scrupules de Maigret               | П'єр Жоассен                         |
| 2004 | Мегре у лікаря                          | Maigret chez le docteur                | Клаудіо Тонетті                      |
| 2004 | Мегре: Поросята без хвостів             | Maigret: Les petits cochons sans queue | Шарль Немес                          |
| 2004 | Мегре та китайська тінь                 | Maigret et l’ombre chinoise            | Шарль Немес                          |
| 2004 | Мегре та бродяга                        | Maigret et le clochard                 | Лорен Гейнеманн                      |